# Fase de clasificación asiática para el Mundial de Rugby 2015
En la fase de clasificación de la zona de Asia para la Copa Mundial de Rugby de 2015, uno de los equipos se clasificarán directamente a la Copa del Mundo y el segundo equipo entrará en un playoff contra el segundo equipo africano y los terceros de las fases de clasificación de Europa y América.
El proceso de calificación incluirá los cuatro primeros niveles de los torneos asiáticos Cinco Naciones. El ganador de las Cinco Naciones de Asia 2014 se clasificará directamente a la Copa Mundial de Rugby 2015, en la plaza de Asia 1, en el Grupo B, y el segundo clasificado irá al playoff.
Los ganadores de la División 2 y División 3 en 2012 se enfrentarán por el ascenso a División 1 en 2013. El último clasificado de la División 1 en el año 2012 será eliminado de la fase de clasificación para la Copa Mundial de Rugby 2015.
En el 2013, el ganador de la División 1 se gana el ascenso a las Cinco Naciones de Asia 2014, que es la etapa final de calificación. El último clasificado desciende a la División 1 y queda también eliminado de la clasificación para la Copa Mundial de Rugby.

## 2012

### División 3
El ganador de este playoff, India, avanzó a la eliminatoria contra el ganador de la división 2 para obtener una plaza para ascender a la División 1.
|  | Semifinales        | Semifinales        |    |                    | Final              | Final |  |
|  |                    |                    |    |                    |                    |       |  |
|  |                    |                    |    |                    |                    |       |  |
|  | 30 de mayo de 2012 |                    |    |                    |                    |       |  |
|  | Guam               | 38                 |    |                    |                    |       |  |
|  | Indonesia          | 17                 |    |                    |                    |       |  |
|  |                    |                    |    |                    |                    |       |  |
|  |                    |                    |    |                    | 1 de junio de 2012 |       |  |
|  |                    |                    |    |                    | Guam               | 16    |  |
|  |                    | India              | 18 |                    |                    |       |  |
|  |                    |                    |    |                    |                    |       |  |
|  |                    |                    |    |                    |                    |       |  |
|  |                    |                    |    |                    | Tercer lugar       |       |  |
|  | 30 de mayo de 2012 | 30 de mayo de 2012 |    | 1 de junio de 2012 | 1 de junio de 2012 |       |  |
|  | India              | 34                 |    | Indonesia          | 13                 |       |  |
|  | Pakistán           | 5                  |    |                    | Pakistán           | 7     |  |

### División 2
El ganador de este playoff, Tailandia, avanzó a la eliminatoria contra el ganador de la división 3 para obtener una plaza para ascender a la División 1.
|  | Semifinales        | Semifinales        |    |                    | Final              | Final |  |
|  |                    |                    |    |                    |                    |       |  |
|  |                    |                    |    |                    |                    |       |  |
|  | 31 de mayo de 2012 |                    |    |                    |                    |       |  |
|  | Tailandia          | 37                 |    |                    |                    |       |  |
|  | Irán               | 17                 |    |                    |                    |       |  |
|  |                    |                    |    |                    |                    |       |  |
|  |                    |                    |    |                    | 2 de junio de 2012 |       |  |
|  |                    |                    |    |                    | Tailandia          | 22    |  |
|  |                    | Malasia            | 19 |                    |                    |       |  |
|  |                    |                    |    |                    |                    |       |  |
|  |                    |                    |    |                    |                    |       |  |
|  |                    |                    |    |                    | Tercer lugar       |       |  |
|  | 31 de mayo de 2012 | 31 de mayo de 2012 |    | 2 de junio de 2012 | 2 de junio de 2012 |       |  |
|  | Malasia            | 89                 |    | Irán               | 52                 |       |  |
|  | China              | 0                  |    |                    | China              | 3     |  |

### Promoción final de las divisiones 2 y 3
Tailandia derrotó a India en la promoción de ascenso para la división 1 del Cinco Naciones de Asia, de esta forma continúo en la fase de clasificación para la Copa Mundial de Rugby de 2015. India por su parte quedó ya descartada de la fase clasificatoria.
|  | Local | vs. | Visita |  |  |

### División 1
El ganador, Filipinas, ascendió a la división principal para el año 2013. El último clasificado, Singapur, descendió a la División 2 para el año 2013, siendo remplazado por el ganador del playoff final entre los ganadores de las divisiones 2 y 3. Todos los partidos se disputaron en Manila, Filipinas.
| Posición | Equipo             | Partidos | Partidos | Partidos | Partidos | Puntos | Puntos | Puntos     | Bonus | Total |
| Posición | Equipo             | PJ       | PG       | PE       | PP       | TF     | TC     | Diferencia | Bonus | Total |
| -------- | ------------------ | -------- | -------- | -------- | -------- | ------ | ------ | ---------- | ----- | ----- |
| 1        | Filipinas          | 3        | 3        | 0        | 0        | 99     | 50     | +49        | 3     | 18    |
| 2        | Sri Lanka          | 3        | 2        | 0        | 1        | 89     | 46     | +43        | 2     | 12    |
| 3        | República de China | 3        | 1        | 0        | 2        | 69     | 101    | -32        | 1     | 6     |
| 4        | Singapur           | 3        | 0        | 0        | 3        | 61     | 121    | -60        | 1     | 1     |

## 2013

### División 1
El torneó se disputó en Sri Lanka entre el 31 de marzo y el 6 de abril de 2013. El ganador de este torneo, Sri Lanka, consiguió el ascenso al cinco naciones de Asia para su edición del 2014, torneo que será la última etapa de la fase de clasificación de la zona de Asia para la Copa Mundial de Rugby de 2015. Los otros tres equipos quedaron ya descartados.
| Posición | Equipo             | Partidos | Partidos | Partidos | Partidos | Puntos | Puntos | Puntos     | Bonus | Total |
| Posición | Equipo             | Jugados  | PG       | PE       | PP       | TF     | TC     | Diferencia | Bonus | Total |
| -------- | ------------------ | -------- | -------- | -------- | -------- | ------ | ------ | ---------- | ----- | ----- |
| 1        | Sri Lanka          | 3        | 3        | 0        | 0        | 133    | 33     | +100       | 3     | 18    |
| 2        | Kazajistán         | 3        | 1        | 0        | 2        | 70     | 92     | -22        | 1     | 6     |
| 3        | República de China | 3        | 1        | 0        | 2        | 70     | 104    | –34        | 1     | 6     |
| 4        | Tailandia          | 3        | 1        | 0        | 2        | 63     | 107    | –44        | 0     | 5     |

### Asian Five Nations
El último clasificado de esta edición, Emiratos Árabes Unidos, descendió a la división 1 y quedó ya descartado para la Copa Mundial de Rugby de 2015. El ganador de la división 1, Sri Lanka, jugará en su lugar la edición de 2014, manteniéndose en la carrera para obtener la plaza asiática.
| Posición | Equipo                 | Partidos | Partidos | Partidos | Partidos | Puntos | Puntos | Puntos     | Bonus | Total |
| Posición | Equipo                 | PJ       | PG       | PE       | PP       | TF     | TC     | Diferencia | Bonus | Total |
| -------- | ---------------------- | -------- | -------- | -------- | -------- | ------ | ------ | ---------- | ----- | ----- |
| 1        | Japón                  | 4        | 4        | 0        | 0        | 316    | 8      | +308       | 4     | 24    |
| 2        | Corea del Sur          | 4        | 3        | 0        | 1        | 185    | 115    | +70        | 3     | 18    |
| 3        | Hong Kong              | 4        | 2        | 0        | 2        | 134    | 108    | +26        | 2     | 12    |
| 4        | Filipinas              | 4        | 1        | 0        | 3        | 63     | 250    | –187       | 1     | 6     |
| 5        | Emiratos Árabes Unidos | 4        | 0        | 0        | 4        | 28     | 245    | –217       | 0     | 0     |

## 2014

### Asian Five Nations
El ganador de la edición de 2014 del Cinco Naciones asiático se clasificará para la Copa Mundial de Rugby de 2015 en la plaza de Asia 1 en el grupo B. El segundo clasificado se clasificará en la Fase de repesca para el Mundial de Rugby 2015
| Pos. | Equipo        | Partidos | Partidos | Partidos  | Partidos | Puntos | Puntos | Puntos     | Bonus | Total |
| Pos. | Equipo        | Jugados  | Ganados  | Empatados | Perdidos | TF     | TC     | Diferencia | Bonus | Total |
| ---- | ------------- | -------- | -------- | --------- | -------- | ------ | ------ | ---------- | ----- | ----- |
| 1    | Japón         | 4        | 4        | 0         | 0        | 342    | 33     | +309       | 4     | 24    |
| 2    | Hong Kong     | 4        | 3        | 0         | 1        | 196    | 65     | +131       | 3     | 18    |
| 3    | Corea del Sur | 4        | 2        | 0         | 2        | 122    | 126    | -4         | 2     | 12    |
| 4    | Filipinas     | 4        | 1        | 0         | 3        | 58     | 284    | -226       | 1     | 6     |
| 5    | Sri Lanka     | 4        | 0        | 0         | 4        | 48     | 258    | -210       | 1     | 1     |